# گرابینا وولا
گرابینا وولا (به لهستانی:  Grabina Wola) یک روستا در لهستان است که در گمینا چارنوچین (استان ووتسکی) واقع شده‌است.